# Большеберцовая кость
Большеберцовая кость (лат. os tibia) — крупная, расположенная медиально кость голени, вторая по размерам кость в теле человека (после бедренной), наиболее толстая часть голени. Её верхний эпифиз сочленяется с бедренной костью, образуя коленный сустав, нижний — с таранной костью предплюсны. Большеберцовая кость соединяется с малоберцовой межберцовым суставом, межкостной перепонкой голени и междуберцовым синдесмозом. Нижний эпифиз большеберцовой кости переходит в медиальную лодыжку (malleolus medialis); суставные поверхности медиальной лодыжки и нижнего эпифиза большеберцовой кости сочленяются с таранной костью.

## Строение
Тело большеберцовой кости (лат. corpus tibiae) имеет трёхгранную форму с тремя чёткими краями.
Передний край (лат. margo anterior) можно пропальпировать сквозь кожу. В верхней его части заметна бугристость большеберцовой кости (лат. tuberositas tibiae), к которой прикрепляется четырёхглавая мышца бедра.
Острый боковой край повёрнут в сторону малоберцовой кости — это межкостный край (лат. margo interosseus)
Медиальный, или средний край (лат. margo medialis) немного закруглённый.
Сверху кости находится 2 мыщелка — латеральный и медиальный (condylus lateralis et medialis), между ними — межмыщелковое возвышение (eminentia intercondylaris), на которой можно выделить 2 основных бугорка — латеральный и медиальный (tuberculum medialis et lateralis). Спереди и сзади от межмыщелкового возвышения находятся переднее и заднее межмыщелковые поля (area intercondylaris anterior et posterior). Ниже латерального мыщелка с латерально его стороны находится малоберцовая суставная поверхность (facies articularis fibularis) для сочленения с малоберцовой костью (os fibula).